# Zwaartekracht (Regi)
Zwaartekracht is een nummer van de Belgische dj en producer Regi in samenwerking met de Nederlandse zangeres Emma Heesters. Het nummer werd in maart 2022 uitgebracht. Het nummer werd gekozen als MNM-Big Hit, en kwam een week later meteen binnen op plaats 7 in de Ultratop 50. 

## Hitlijsten

### Ultratop 50 Vlaanderen
| Nummer   | 7  | 11 | 20 | 12 | 23 | 14 | 15 | 10 | 9  | 12 | 9  | 9   | 19 | 7 | 11 | 21 |
| Week:    | 17 | 18 | 19 | 20 | 21 | 22 | 23 | 24 | 25 | 26 | 27 |     |    |   |    |    |
| Positie: | 26 | 19 | 27 | 20 | 25 | 19 | 23 | 31 | 35 | 44 | 43 | uit |    |   |    |    |